# Semiothisa synegiata
Semiothisa synegiata là một loài bướm đêm trong họ Geometridae.